# Conus alainallaryi
Conus alainallaryi é uma espécie de gastrópode do gênero Conus, pertencente à família Conidae.